# Gustav Leonhardt (kock)
Ej att förväxla med dirigenten och organisten med samma namn, Gustav Leonhardt.
Gustav Åke Gorm Leonhardt, född 24 oktober 1996 i Sorunda församling i Stockholms län, är en svensk kock som utsågs till Årets kock 2021. År 2025 tog han tredje plats – brons – i den prestigemättade matlagningstävlingen Bocuse d'Or.
Leonhardt genomgick gymnasieskolan Stockholms hotell- och restaurangskola i Johanneshov. Han har bland annat arbetat på stjärnrestaurangen Agrikultur och som R&D (Research And Development) på Aira i Stockholm.[källa behövs] Den 16 september 2021 utsågs han till Årets kock år 2021.